# 斑尾蜂鸟属
斑尾蜂鸟属（学名：Phlogophilus）为蜂鸟科的一个属。

## 下属物种
本属包括以下物种：
- 厄瓜多尔斑尾蜂鸟 Phlogophilus hemileucurus Gould, 1860
- 秘鲁斑尾蜂鸟 Phlogophilus harterti Berlepsch & Stolzmann, 1901